# Fall in Love (песня Бейли Циммермана)
«Fall in Love»  — песня американского кантри-певца Бейли Циммермана, вышедшая 11 февраля 2022 на лейбле Warner Music Nashville. Песня вошла в чарт в июне 2022 года, до её выхода на радио, и стала первым его номером один в чарте Country Airplay, первым дебютным синглом, сделавшим это в 2022 году, и самым быстрым дебютным синглом, достигшим первого места с 2015 года.

## История
Бейли Циммерман написал песню вместе с Остином Шоном и Гэвином Лукасом. Джессика Николсон из Billboard' описала песню как «оплакивание» потерянной любви. Идея песни возникла у Циммермана в 2020 году, когда он написал первый куплет и припев, а затем представил их Остину Шону и Гэвину Лукасу на сессии сочинения песен. Лукас решил, что песня имеет стиль, похожий на музыку Американа.

## Коммерческий успех
Песня «Fall in Love» дебютировала под номером 54 в кантри-чарте Billboard Country Airplay и № 9 в чарте Hot Country Songs того же издания. Эти дебюты предшествовали официальному выходу песни на радио кантри, который состоялся 11 июля. Песня достигла первого места в чарте Country Airplay 5 декабря 2022 года.
Ранее эта песня участвовала в установлении исторический рекорд чарта (начатого с 1958). Циммерман установил рекорд, войдя сразу с тремя дебютными в его карьере песнями в Топ-10 Hot Country Songs (3 сентября): «Rock and a Hard Place», «Where It Ends» и «Fall in Love» заняли там 6-е, 7-е и 10-е места, соответственно.

## Чарты
| Чарт (2022)                        | Высшая позиция |
| ---------------------------------- | -------------- |
| Канада (Canadian Hot 100)          | 64             |
| Мир (Global 200, Billboard)        | 117            |
| США (Billboard Hot 100)            | 29             |
| США (Country Airplay, Billboard)   | 1              |
| США (Hot Country Songs, Billboard) | 5              |

| Чарт (2022)                        | Позиция |
| ---------------------------------- | ------- |
| США (Billboard Hot 100)            | 54      |
| США (Country Airplay, Billboard)   | 52      |
| США (Hot Country Songs, Billboard) | 8       |

## Сертификации
| Регион                                                                      | Сертификация  | Продажи   |
| --------------------------------------------------------------------------- | ------------- | --------- |
| Канада (Music Canada)                                                       | 5× Платиновый | 400 000   |
| США (RIAA)                                                                  | 4× Платиновый | 4 000 000 |
| Данные о продажах + прослушиваниях приведены только на основе сертификации. |               |           |